# Constância perceptiva
Constância perceptiva é o nome que os neurocientistas atribuem ao conjunto específico de regras perceptivas que a criança deve adquirir para dar sentido ao mundo físico ao seu redor.
Quando você observa uma pessoa se afastar, a projeção da pessoa em sua retina diminui. Ela não diminuiu de tamanho, apenas sabemos que ela se afastou, isso é denominado constância do tamanho.
Outras constâncias incluem a habilidade de reconhecer que as formas dos objetos são as mesmas, apesar dos diferentes ângulos sob os quais eles possam ser visto, denominada constância da forma e a habilidade de reconhecer que as cores são constantes, mesmo com a mudança de luz ou sombra sobre elas, denominada de constância da cor.
Em conjunto, as constâncias integram-se no conceito mais amplo, o conceito de constância do objeto, que é o reconhecimento que os objetos permanecem os mesmos apesar de parecerem mudar em alguns aspectos. As constâncias se desenvolvem a partir das cinco primeiras semanas ficando completamente desenvolvida com aproximadamente 4 anos.